# 次縊痕
次缢痕，可见于染色体中，是指除了主缢痕即着絲粒以外的缢痕。在细胞分裂后期，染色体只能在主缢痕位点弯曲。 次缢痕对于鉴定细胞核内单个染色体很有用。在细胞分裂后期，一个细胞中有0-4个次缢痕位点。这些缢痕的某些部分意味着核仁形成位点，称为核仁组织区。"
核仁的形成发生在NOR区域。次缢痕也包含合成18S，5.8S，28S等rRNA的基因。
核仁组织区出现在随体染色体(或称为卫星染色体)上。在人的细胞核中，随体染色体有：13，14，15，21，22。